# Linda femorata
Linda femorata är en skalbaggsart som först beskrevs av Louis Alexandre Auguste Chevrolat 1852.  Linda femorata ingår i släktet Linda och familjen långhorningar.
Artens utbredningsområde är Taiwan. Inga underarter finns listade i Catalogue of Life.